# Russula taeniospora
Russula taeniospora är en svampart som beskrevs av Einhell. 1986. Russula taeniospora ingår i släktet kremlor och familjen kremlor och riskor.   Inga underarter finns listade i Catalogue of Life.

## Bildgalleri

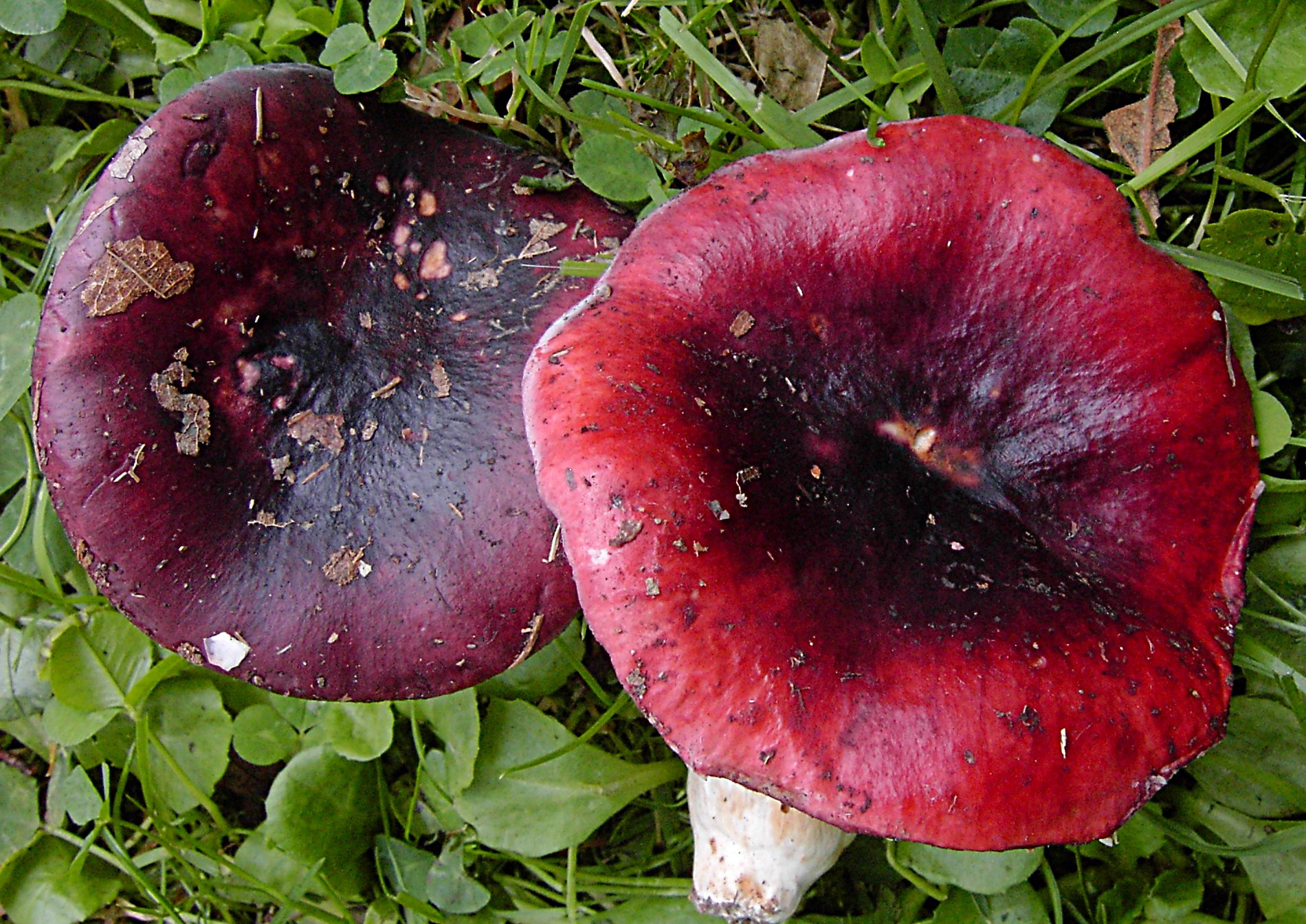